# Halowe Mistrzostwa Świata w Lekkoatletyce 2012 – bieg na 400 m mężczyzn
Bieg na 400 metrów mężczyzn – jedna z konkurencji rozgrywanych podczas 14. Halowych Mistrzostw Świata w Ataköy Atletizm Salonu w Stambule.
Biegi eliminacyjne i półfinałowe zaplanowano na piątek 9 marca, a finał na sobotę 10 marca. Złotego medalu wywalczonego w 2010 roku bronił reprezentant Bahamów Chris Brown.

## Rekordy

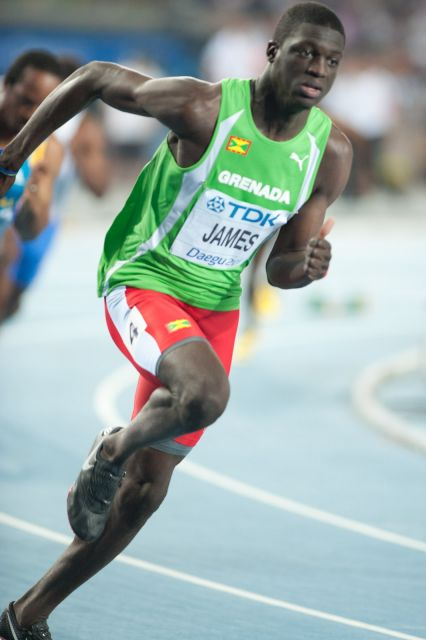
Kirani James – lider tabel światowych w biegu na 400 metrów

W poniższej tabeli przedstawiono (według stanu przed rozpoczęciem mistrzostw) halowe rekordy świata, poszczególnych kontynentów oraz najlepszy wynik na świecie w sezonie halowym 2012.
| Halowy rekord świata              | Kerron Clement   | 44,57 | Fayetteville | 12 marca 2005    |
| Rekord halowych mistrzostw świata | Butch Reynolds   | 45,26 | Toronto      | 14 marca 1993    |
| Lider tabel sezonu 2012           | Kirani James     | 45,19 | Fayetteville | 11 lutego 2012   |
| Halowy rekord Afryki              | Sunday Bada      | 45,51 | Paryż        | 9 marca 1997     |
| Halowy rekord Ameryki Południowej | Bayano Kamani    | 46,26 | Boston       | 29 stycznia 2005 |
| Halowy rekord Ameryki Północnej   | Kerron Clement   | 44,57 | Fayetteville | 12 marca 2005    |
| Halowy rekord Australii i Oceanii | Daniel Batman    | 45,93 | Birmingham   | 2 marca 2003     |
| Halowy rekord Azji                | Shunji Karube    | 45,76 | Paryż        | 9 marca 1997     |
| Halowy rekord Europy              | Thomas Schönlebe | 45,05 | Sindelfingen | 5 lutego 1988    |

## Terminarz
| Data     | Godzina | Runda      |
| -------- | ------- | ---------- |
| 9 marca  | 12:20   | Eliminacje |
| 9 marca  | 20:10   | Półfinał   |
| 10 marca | 19:30   | Finał      |

## Rezultaty

### Eliminacje
| Pozycja | Bieg | Zawodnik                  | Reprezentacja                        | Czas  | Uwagi |
| ------- | ---- | ------------------------- | ------------------------------------ | ----- | ----- |
| 1       | 1    | Demetrius Pinder          | Bahamy                               | 46.49 | Q     |
| 2       | 2    | Kirani James              | Grenada                              | 46.64 | Q     |
| 3       | 1    | Tabarie Henry             | Wyspy Dziewicze Stanów Zjednoczonych | 46.71 | SB, Q |
| 4       | 2    | Nery Brenes               | Kostaryka                            | 46.77 | SB, Q |
| 5       | 5    | Pavel Maslák              | Czechy                               | 47.00 | Q     |
| 6       | 5    | Richard Buck              | Wielka Brytania                      | 47.05 | Q     |
| 7       | 1    | Mark Ujakpor              | Hiszpania                            | 47.06 | q     |
| 8       | 2    | Luguelín Santos           | Dominikana                           | 47.07 | PB, q |
| 9       | 6    | Chris Brown               | Bahamy                               | 47.28 | Q     |
| 10      | 2    | Rabah Yousif              | Sudan                                | 47.30 | q     |
| 11      | 6    | Calvin Smith              | Stany Zjednoczone                    | 47.46 | Q     |
| 12      | 6    | Ali Ekber Kayaş           | Turcja                               | 47.55 | q     |
| 13      | 3    | Nigel Levine              | Wielka Brytania                      | 47.56 | Q     |
| 14      | 4    | Gil Roberts               | Stany Zjednoczone                    | 47.57 | Q     |
| 15      | 5    | Erison Hurtault           | Dominika                             | 47.63 | q     |
| 16      | 4    | Walentin Kruglakow        | Rosja                                | 47.70 | Q     |
| 17      | 2    | Maksim Aleksandrienko     | Rosja                                | 47.78 | q     |
| 18      | 4    | Jarrin Solomon            | Trynidad i Tobago                    | 47.82 |       |
| 19      | 6    | Nika Kartawcewi           | Gruzja                               | 48.27 | PB    |
| 20      | 3    | Lorenzo Valentini         | Włochy                               | 48.58 | Q     |
| 21      | 1    | Wala Gime                 | Papua-Nowa Gwinea                    | 48.85 |       |
| 22      | 5    | Trausti Stefánsson        | Islandia                             | 48.86 |       |
| 23      | 4    | Takeshi Fujiwara          | Salwador                             | 48.96 | SB    |
| 24      | 3    | Bacar Houmadi Jannot      | Komory                               | 49.58 |       |
| 25      | 4    | Kristijan Efremov         | Macedonia Północna                   | 50.23 |       |
| 26      | 5    | Ak. Hafiy Tajuddin Rositi | Brunei                               | 51.02 | NR    |
| 27      | 1    | Yaovi Michael Gougou      | Benin                                | 51.20 | PB    |
| 28      | 6    | Bahaa Al Farra            | Palestyna                            | 51.65 | PB    |
| 29      | 3    | Andrés Silva              | Urugwaj                              | 51.93 | SB    |
| 30      | 6    | Jeofry Limtiaco           | Guam                                 | 53.67 | NR    |
| 31      | 5    | Hussein Al-Fedheili       | Oman                                 | 55.15 | PB    |
|         | 3    | Lalonde Gordon            | Trynidad i Tobago                    | DQ    |       |

### Półfinał
| Pozycja | Bieg | Zawodnik              | Reprezentacja                        | Czas  | Uwagi |
| ------- | ---- | --------------------- | ------------------------------------ | ----- | ----- |
| 1       | 1    | Demetrius Pinder      | Bahamy                               | 45.94 | Q     |
| 2       | 1    | Tabarie Henry         | Wyspy Dziewicze Stanów Zjednoczonych | 46.01 | Q     |
| 2       | 3    | Nery Brenes           | Kostaryka                            | 46.01 | NR, Q |
| 4       | 3    | Kirani James          | Grenada                              | 46.04 | Q     |
| 5       | 2    | Chris Brown           | Bahamy                               | 46.37 | Q     |
| 6       | 3    | Nigel Levine          | Wielka Brytania                      | 46.46 |       |
| 7       | 2    | Pavel Maslák          | Czechy                               | 46.49 | Q     |
| 8       | 2    | Richard Buck          | Wielka Brytania                      | 46.68 |       |
| 9       | 3    | Luguelín Santos       | Dominikana                           | 46.83 | PB    |
| 10      | 1    | Mark Ujakpor          | Hiszpania                            | 46.98 |       |
| 11      | 1    | Gil Roberts           | Stany Zjednoczone                    | 47.01 |       |
| 12      | 2    | Calvin Smith          | Stany Zjednoczone                    | 47.09 |       |
| 13      | 3    | Walentin Kruglakow    | Rosja                                | 47.34 |       |
| 14      | 2    | Ali Ekber Kayaş       | Turcja                               | 48.16 |       |
| 15      | 1    | Lorenzo Valentini     | Włochy                               | 48.47 |       |
| 16      | 3    | Erison Hurtault       | Dominika                             | 48.68 |       |
| 17      | 1    | Maksim Aleksandrienko | Rosja                                | 49.76 |       |
|         | 2    | Rabah Yousif          | Sudan                                | DNF   |       |

### Finał

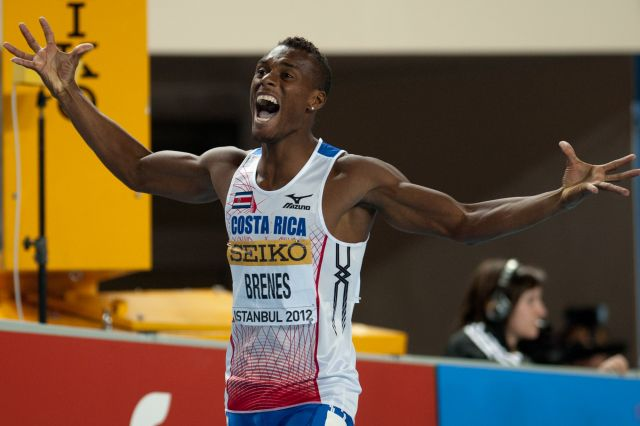
Nery Brenes po zwycięstwie w biegu na 400 m

| Pozycja | Tor | Zawodnik         | Reprezentacja                        | Czas  | Uwagi    |
| ------- | --- | ---------------- | ------------------------------------ | ----- | -------- |
| 1       | 6   | Nery Brenes      | Kostaryka                            | 45,11 | CR WL NR |
| 2       | 5   | Demetrius Pinder | Bahamy                               | 45,34 | SB       |
| 3       | 4   | Chris Brown      | Bahamy                               | 45,90 | SB       |
| 4       | 3   | Tabarie Henry    | Wyspy Dziewicze Stanów Zjednoczonych | 45,96 | SB       |
| 5       | 2   | Pavel Maslák     | Czechy                               | 46,19 |          |
| 6       | 1   | Kirani James     | Grenada                              | 46,21 |          |